# Инклюз
Инклюз — ископаемые остатки организма, попавшего в янтарь. Наиболее часто в форме инклюзов сохраняются наземные членистоногие (насекомые, паукообразные) и растения, реже — ископаемые остатки позвоночных, в том числе млекопитающих.

## Описание
Инклюзы — частицы флоры и фауны, попавшие в древнюю смолу и застывшие на миллионы лет. Самые распространенные включения — частицы членистоногих и растений, очень редко встречаются позвоночные и млекопитающие. Янтарь с инклюзами составляет около 10 % от всего добываемого янтаря. Особая кристаллическая структура ископаемой смолы, пузырьки воздуха, инклюзы, различная степень прозрачности делают солнечный камень оригинальным, а изделия из него — эксклюзивными.
Мелкое насекомое прилипало к вязкой смоле, не имея возможности выбраться, со временем его покрывали всё новые слои смолы, тем самым обеспечивая его сохранность. Чтобы капля смолы стала янтарём, ей было необходимо, затвердев, попасть в воду, где она не имела бы возможности высохнуть, окислиться и разложиться.
Палеонтологи широко используют такой янтарь в качестве материала для исследования строения древних насекомых. Авторы книг и режиссёры фантазируют на тему янтарных инклюзов, создавая фантастические сюжеты. Мастера ювелирных дел особо ценят такие камни за их эксклюзивность и необычность.
Кроме насекомых, в янтаре застывали и другие представители фауны. Лягушки, скорпионы и ящерицы, замурованные в древней смоле, представляют огромную ценность не только для палеонтологов, но и для коллекционеров.
Членистоногие — самые распространенные включения в янтаре. Помимо них встречаются также и растительные инклюзы: кусочки мха, коры деревьев, стебельки и т. д. Также нередки минеральные инклюзы, в числе которых — пирит, пузырьки воздуха и газа. Интерес представляют и такие частицы, как шерсть, волос, перья и чешуя животных. В янтаре из Бирмы нашли гекконов и хамелеонов.
В янтаре также встречаются неорганические инклюзы: видимые пузырьки воздуха и воды. Неорганические инклюзы, которые часто путают с растительными и животными включениями, получили название псевдоинклюзов.
Некоторые учёные считали, что насекомых из янтаря можно использовать для изучения ДНК древней фауны. Но исследования британских учёных из Манчестерского университета доказали, что это невозможно.

## Применение в палеонтологии
Инклюзы, наряду с другими окаменелостями, интенсивно используют палеонтологи. Янтарь обеспечивает хорошую сохранность ископаемых остатков, что позволяет исследовать даже тонкие детали строения организма. В случае некоторых групп членистоногих (например, пауков), инклюзы в янтаре представляют собой основной материал для исследования ископаемых форм.

## Инклюзы в культуре
- В фильме «Парк Юрского периода» ДНК динозавров добывали из инклюзов комаров, пивших их кровь.
- В книге Иоанны Хмелевской «Золотая муха» действие разворачивается вокруг трех огромных кусков янтаря с инклюзами.
- В книге Анджея Сапковского «Последнее желание» ведьмак Геральт советует расколдованной упырице, не снимая, носить псевдоинклюз (сапфир с пузырьком воздуха).
- В игре Resident Evil 4 из инклюзов, найденных в Испании, добыли древние организмы «Плаги», которые впоследствии заразили всё население деревни и начали контролировать поведение жителей.